# アグネス・ザワツキー
アグネス・ザワツキー(英語: Agnes Zawadzki、1994年7月31日 - ) は、アメリカ合衆国のフィギュアスケート選手（女子シングル）。2010年世界ジュニア選手権2位。

## 人物
両親はポーランド人で、アグネスが生まれる直前の1994年にシカゴに移住した。
兄が1人いる。
スケート選手は裕福な家庭が多いが、アグネスは母子家庭で育ち、母はブルーカラーで、スケートを続けさせるための資金が足りず自己破産もした異例の背景を持つ。
両親はアグネスが3歳の時に離婚、父は10歳の時に死亡した。多額の費用がかかるフィギュアスケートで、母ジョランタはベビーシッターや介護などで週7日働き資金を捻出した。
スケーターを夢見ていたが家が貧しく通うことができなかったジョランタは、娘には不自由をさせないと誓っていた。母が10時間以上働くときは祖父が車で送り迎えをし、祖母が食事を作り、一家でアグネスを支えた。

## 経歴
1999年にスケートを始める。一般向けの安いフィギュア教室を開いていたシカゴのリンクに通い始め、そこで才能を見出された。
2007年にノービスクラスで全米選手権地区予選に初出場、本選にまで進出し4位となった。
2008-2010年シーズンにはジュニアクラスに昇級。本選進出はならなかったが、トム・ザカライセックの指導を受けるため、コロラド州スプリングスに引っ越した。
2009-2010年シーズンに全米選手権で優勝。初めての国際大会となった世界ジュニア選手権では2位となった。なおこの世界ジュニア選手権でメダルを獲得したアメリカの選手はザワツキーだけであった。
初めての国際大会、しかも世界選手権でいきなり2位という成績は大変なことで、この成績のおかげでスケート連盟からいくらかの支援を受けられるようになった。
2010-2011年シーズン、シニアクラスに昇級。初めてのシニアでの国際試合となったグランプリシリーズのスケートカナダでは1番滑走からSPで3位につけたが、FSでジャンプのミスが響き6位。続くロステレコム杯でもSP2位からFSでミスを連発し4位と、あと一歩で表彰台を逃した。しかし初めてシニア選手として臨んだ全米選手権ではピューターメダルを獲得し、世界ジュニア選手権では2大会連続で表彰台に上った。
2011-2012年シーズン、コーチをクリスティ・クラールに変更。グランプリシリーズではSP、FSと共にジャンプミスが相次ぎ、昨シーズンよりも順位を落としてロステレコム杯で7位、NHK杯では8位に終わった。また全米選手権ではSP1位と好発進を切ったが、FSではジャンプミスが相次ぎ3位になった。
2012-2013年シーズン、USインターナショナルクラシックで優勝し、国際大会での初優勝を飾る。3年連続出場となったロステレコム杯で3位となり自身初のグランプリシリーズのメダルを獲得した。全米選手権ではSP2位からFSで7位と後退し、2年連続の3位。
2013-2014シーズン、2011年まで師事していたトム・ザカライセックにコーチを戻した。
ソチオリンピック代表選考も兼ねた全米選手権で昨年から大きく順位を落とし11位となり、念願のオリンピック出場はかなわなかった。
6月には2014-2015シーズンの試合を欠場することを発表した。

## 主な戦績
| 大会/年          | 2007-08 | 2009-10 | 2010-11 | 2011-12 | 2012-13 | 2013-14 |
| ---------------- | ------- | ------- | ------- | ------- | ------- | ------- |
| 四大陸選手権     |         |         |         | 6       | 8       |         |
| 全米選手権       | 4 N     | 1 J     | 4       | 3       | 3       | 11      |
| GPロステレコム杯 |         |         | 4       | 7       | 3       | 6       |
| GP中国杯         |         |         |         |         |         | 7       |
| GP NHK杯         |         |         |         | 8       | 5       |         |
| GPスケートカナダ |         |         | 6       |         |         |         |
| USクラシック     |         |         |         |         | 1       | 4       |
| 世界Jr.選手権    |         | 2       | 3       |         |         |         |

- J - ジュニアクラス
- N - ノービスクラス

### 詳細
| 2013-2014 シーズン    |                                                            |          |          |           |
| 開催日                | 大会名                                                     | SP       | FS       | 結果      |
| 2014年1月5日 - 12日   | 全米フィギュアスケート選手権（ボストン）                   | 13 54.18 | 11 98.98 | 11 153.16 |
| 2013年11月22日 - 24日 | ISUグランプリシリーズ ロステレコム杯（モスクワ）           | 3 60.45  | 8 102.76 | 6 163.21  |
| 2013年11月1日 - 3日   | ISUグランプリシリーズ 中国杯（北京）                       | 7 53.73  | 8 93.91  | 7 147.64  |
| 2013年9月11日 - 15日  | 2013年USインターナショナルクラシック（ソルトレイクシティ） | 2 56.27  | 5 95.00  | 4 151.27  |

| 2012-2013 シーズン    |                                                            |         |          |          |
| 開催日                | 大会名                                                     | SP      | FS       | 結果     |
| 2013年2月6日 - 11日   | 2013年四大陸フィギュアスケート選手権（大阪）               | 7 57.45 | 8 101.54 | 8 158.99 |
| 2013年1月20日 - 27日  | 全米フィギュアスケート選手権（オマハ）                     | 2 65.31 | 7 114.32 | 3 179.63 |
| 2012年11月23日 - 25日 | ISUグランプリシリーズ NHK杯（利府）                        | 7 55.02 | 5 105.35 | 5 160.37 |
| 2012年11月9日 - 11日  | ISUグランプリシリーズ ロステレコム杯（モスクワ）           | 3 60.18 | 4 106.43 | 3 166.61 |
| 2012年10月6日         | 2012年ジャパンオープン（さいたま）                         | -       | 6 89.95  | 2 団体   |
| 2012年9月12日 - 16日  | 2012年USインターナショナルクラシック（ソルトレイクシティ） | 1 65.24 | 2 107.71 | 1 172.95 |

| 2011-2012 シーズン    |                                                              |         |          |          |
| 開催日                | 大会名                                                       | SP      | FS       | 結果     |
| 2012年2月9日 - 12日   | 2012年四大陸フィギュアスケート選手権（コロラドスプリングス） | 6 52.87 | 6 104.36 | 6 157.23 |
| 2012年1月22日 - 29日  | 全米フィギュアスケート選手権（サンノゼ）                     | 1 66.24 | 7 107.86 | 3 174.10 |
| 2011年11月25日 - 27日 | ISUグランプリシリーズ ロステレコム杯（モスクワ）             | 7 53.81 | 8 95.57  | 7 149.38 |
| 2011年11月11日 - 13日 | ISUグランプリシリーズ NHK杯（札幌）                          | 6 53.84 | 9 84.35  | 8 138.19 |

| 2010-2011 シーズン     |                                                      |         |          |          |
| 開催日                 | 大会名                                               | SP      | FS       | 結果     |
| 2011年2月28日 - 3月5日 | 2011年世界ジュニアフィギュアスケート選手権（江陵）   | 5 53.17 | 3 107.90 | 3 161.07 |
| 2011年1月23日 - 30日   | 全米フィギュアスケート選手権（グリーンズボロ）       | 4 61.54 | 4 112.30 | 4 173.84 |
| 2010年11月19日 - 21日  | ISUグランプリシリーズ ロステレコム杯（モスクワ）     | 2 56.84 | 8 96.94  | 4 153.78 |
| 2010年10月29日 - 31日  | ISUグランプリシリーズ スケートカナダ（キングストン） | 3 56.29 | 6 98.06  | 6 154.35 |

| 2009-2010 シーズン   |                                                          |         |          |          |
| 開催日               | 大会名                                                   | SP      | FS       | 結果     |
| 2010年3月12日 - 13日 | 2010年世界ジュニアフィギュアスケート選手権（ハーグ）     | 8 50.98 | 2 105.81 | 2 156.79 |
| 2010年1月14日 - 24日 | 全米フィギュアスケート選手権ジュニアクラス（スポケーン） | 1 63.14 | 1 108.73 | 1 171.87 |

| 2007-2008 シーズン   |                                                             |         |         |          |
| 開催日               | 大会名                                                      | SP      | FS      | 結果     |
| 2008年1月20日 - 27日 | 全米フィギュアスケート選手権 ノービスクラス（セントポール） | 6 34.10 | 3 70.08 | 4 104.18 |

## プログラム使用曲
| シーズン  | SP | FS | EX                                                          |
| --------- | --- | --- | ----------------------------------------------------------- |
| 2013-2014 | 映画『セックス・アンド・ザ・シティ2』サウンドトラックより 作曲：アーロン・ジグマン 振付：デヴィッド・ウィルソン                                                | ラ・クンパルシータ 作曲：ヘラルド・マトス・ロドリゲス タンゴ・ジェラシー 作曲：ヤコブ・ゲーゼ 振付：デヴィッド・ウィルソン |                                                             |
| 2012-2013 | 映画『セックス・アンド・ザ・シティ2』サウンドトラックより 作曲：アーロン・ジグマン 振付：デヴィッド・ウィルソン                                                | ラプソディ・イン・ブルー 作曲：ジョージ・ガーシュウィン 振付：スコット・ブラウン                                           | オールウェイズ・ラヴ・ユー ボーカル：シャリース・ペンペンコ |
| 2011-2012 | ハーレム・ノクターン 作曲：アール・ハーゲン アレンジ：デヴィッド・ローズ Whatever Lola Wants 演奏：Stan Kanton ハーレム・ノクターン 作曲：デューク・エリントン | ラプソディ・イン・ブルー 作曲：ジョージ・ガーシュウィン 振付：スコット・ブラウン                                           | スウェイ ボーカル：プッシーキャット・ドールズ               |
| 2010-2011 | ゴーファ・マンボ 演奏：コンラッド・ゴッゾ ボンゴ・コンチェルト 演奏：ペレス・プラード                                                                          | ツィゴイネルワイゼン 作曲：パブロ・デ・サラサーテ ハンガリー狂詩曲 作曲：ダーヴィト・ポッパー                              | アー・ユー・ゴナ・ビー・マイ・ガール 曲：ジェット           |
| 2009-2010 | ブエノスアイレスの四季 作曲：アストル・ピアソラ | ミュージカル『シカゴ』サウンドトラックより                                                                                 | At Last ボーカル：エタ・ジェイムス                          |